# 艦隊司令部 (ドイツ連邦海軍)
艦隊司令部（かんたいしれいぶ、ドイツ語: Flottenkommando）は、ドイツ連邦海軍における海軍局と並列する二大組織の一つ。司令部はシュレースヴィヒ＝ホルシュタイン州フレンスブルクのグリュックスブルクに所在している。総軍結節として機能し、艦隊司令官はドイツ連邦海軍の実働部隊を指揮下においている。艦隊司令官には海軍中将が指定され連邦国防省の海軍総監の隷下におかれる。国際的活動上においては英称で「ドイツ艦隊司令長官、Commander-in-Chief German Fleet（CINCGERFLEET）」と呼ばれる。
艦隊司令部は一つの兵営に収容されている。その兵営は第二次世界大戦前にナチス・ドイツ海軍によって海軍士官学校の一部として建設され、「海軍本部、Marinehauptquartier（MHQ）」が使用していた。兵営内には地下防護施設があり、1980年代にはコンピューターを利用した指揮通信システムが設けられる。

## 艦隊司令部の任務
艦隊司令部は連邦海軍の部隊や機関の運用に必要な諸要素について責任を負う。これには、人材、設備、訓練が含まれる。海軍航空隊については改編により艦隊に統合されその隷下に入った。
艦隊司令部は冷戦時代にはNATO指揮下でその領域内でのドイツ艦隊に対する作戦指揮を担当していた。冷戦終結後にNATOの指揮構造の改革がなされ、その指揮構造は廃止された。これに代わり艦隊の部隊が国外での作戦をする場合についてはポツダムに所在する連邦軍出動指揮司令部が指揮を執る。さらに欧州連合の軍事作戦にも任務に応じて指揮を執ることができる。また、すべての連邦海軍部隊の演習と海上で実施される作戦について直接指揮を執る。
艦隊司令部はドイツ沿岸部における軍用ヘリコプターによる捜索救難のために、シュレースヴィヒ＝ホルシュタイン州とハンブルクを管轄する管制センターを運営している。
艦隊司令部の指揮・運用に必要な技術支援のためA海軍指揮支援センター重大隊が同じ地に所在している。

## 歴史
連邦海軍の創設に伴い1956年6月15日にヴィルヘルムスハーフェン近郊のゼンクヴァルテンに海上部隊司令部が設置された。1958年3月5日に艦隊司令部（Kommando der Flotte）、1967年1月1日に艦隊司令部（Flottenkommando）に改称される。1960年12月1日にグリュックスブルク＝マイアーヴィクへ移転を開始する。
当初、ドイツ連邦軍はNATOの指揮下におかれたために艦隊司令部は連邦海軍の管理機能だけが求められていた。艦隊司令官には2名の指揮官が直下におかれ、北海海上部隊（BSN）とバルト海海上部隊（BSO）がそれであった。公式にはこの2つは指揮下にあったが、実際にはNATOの指揮下におかれていた。バルト海海上部隊は1961年8月31日に解散され管理責任は艦隊司令部に編入された。北海海上部隊については1993年まで存続し、NATO北海副域ドイツ司令官（COMGERNORSEA）として指揮していた。同司令官職は1961年8月から直接艦隊を指揮できるようになる。執務場所は艦隊司令部と同じヴィルヘルムスハーフェン＝ゼンクヴァルテンであった。
1961年を迎えると同時に北部ヨーロッパにおけるNATOの指揮構造は、ドイツ再軍備により新設された連邦海軍を北海とバルト海におけるNATO最大規模の海軍勢力として迎えて変革する。艦隊司令部は数あるNATOの指揮機関の一部として機能し、ドイツ海軍司令官（Flag Officer Germany、FOG）としてNATOから指定され、カール・スミット海軍少将が初代司令官として就任した。さらに1961年12月6日、司令官の職能にバルト海近接海軍部隊司令官（COMNAVBALTAP）が付与され、デンマーク側はカルプに司令部を設けて司令官職を交互に担当した。
1985年には直轄組織として以下のような構成を有していた。
- 海軍航空艦隊
- 水陸両用戦群
- 機雷戦隊群
- 海軍管理業務司令部
- 潜水艦隊
- 駆逐艦隊
- 高速艇隊群
- 補給隊群
- 北海海上部隊司令官（BSN）
- 海軍戦術教育群

## 下位組織
1990年以降、艦隊組織は削減されており2010年以降は以下のような編成となる。
- 第1機動隊群　在キール
- 第2機動隊群　在ヴィルヘルムスハーフェン
- 第3海軍航空団　在ノルトホルツ
- 第5海軍航空団　在キール＝ホルテナウ
- 海軍航海医学研究所　在クロンスハーゲン

## 歴代司令官
司令官の職名は初期の頃に数回変更されている。名称は海上部隊司令官（Kommandeur der Seestreitkräfte）、艦隊司令官（Kommandeur der Flotte）、海上部隊指揮官（Befehlshaber der Seestreitkräfte）、艦隊指揮官（Befehlshaber der Flotte）と、多岐にわたっている。艦隊司令官には海軍中将が充てられる。
| 代 | 氏名                                                              | 着任         | 離任         |
| -- | ----------------------------------------------------------------- | ------------ | ------------ |
| 1  | マックス＝エックハルト・ヴォルフ海軍准将 Max-Eckhardt Wolff       | 1956年       | 1957年       |
| 2  | ロルフ・ヨハネソン海軍少将 de:Rolf Johannesson                    | 1957年       | 1961年       |
| 3  | カール・スミット海軍少将 de:Karl E. Smidt                         | 1961年       | 1963年       |
| 4  | ハインリヒ・ゲルラッハ海軍中将 de:Heinrich Gerlach (Admiral)      | 1963年       | 1966年       |
| 5  | カール・ヘッツ海軍中将 de:Karl Hetz (Admiral)                     | 1966年       | 1970年       |
| 6  | アルミン・ツィンマーマン海軍中将 Armin Zimmermann                 | 1970年       | 1972年       |
| 7  | パウル・ハルトヴィッヒ海軍中将 de:Paul Hartwig                    | 1972年       | 1975年       |
| 8  | ハンス＝ヘルムート・クローゼ海軍中将 de:Hans-Helmut Klose         | 1975年       | 1978年       |
| 9  | ギュンター・フロム海軍中将 de:Günter Fromm (Admiral)              | 1978年       | 1985年       |
| 10 | ハンス＝ヨアヒム・マン海軍中将 de:Hans-Joachim Mann               | 1985年       | 1986年       |
| 11 | クラウス・レーダー海軍中将 de:Klaus Rehder                        | 1986年       | 1990年       |
| 12 | ディーター・フランツ・ブラウン海軍中将 Dieter Franz Braun         | 1990年       | 1993年       |
| 13 | ハンス＝ルドルフ・ブーマー海軍中将 de:Hans-Rudolf Boehmer         | 1993年       | 1995年       |
| 14 | ディルク・ホルテン海軍中将 de:Dirk Horten                         | 1995年       | 2000年       |
| 15 | ルッツ・フェルト海軍中将 de:Lutz Feldt                            | 2000年       | 2003年       |
| 16 | ヴォルフガンク・ノルティンク海軍中将 de:Wolfgang E. Nolting       | 2003年       | 2006年       |
| 17 | ハンス＝ヨアヒム・シュトリッカー海軍中将 de:Hans-Joachim Stricker | 2006年       | 2010年7月1日 |
| 18 | マンフレート・ニールソン海軍少将 de:Manfred Nielson               | 2010年7月1日 |              |